# Diapherinus
Diapherinus is een geslacht van wantsen uit de familie van de Corixidae (Duikerwantsen). Het geslacht werd voor het eerst wetenschappelijk beschreven door Popov in 1966.

## Soorten
Het genus bevat de volgende soorten:

- Diapherinus fontinalis Popov, 1988
- Diapherinus ornatipennis Popov, 1966